# فورد إف 150

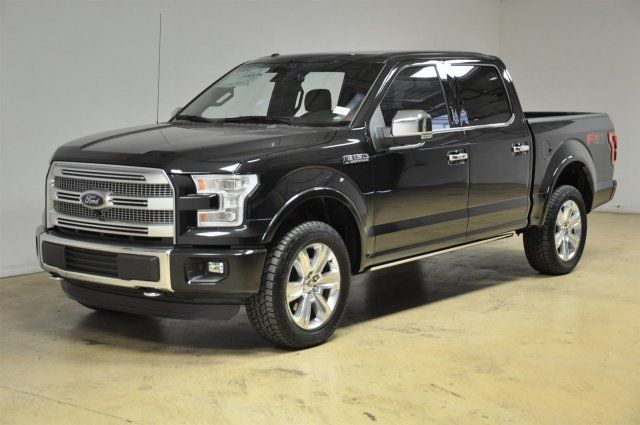

فورد إف 150 شاحنة نقل خفيف وتُعد من أكثر الشاحنات مبيعًا وأكثرها صلابة في الولايات المتحدة الأمريكية.

## أنواع المحركات
- أصغر محرك هو 6v
- محرك 8v 5.0
- محرك 6v ecopoost ذو شاحن توربيني في حقيقة الامر هما شاحنان توربينيان وليس شاحن واحد
- محرك 8v 6.2